# Saramacca Polder
Saramacca Polder es uno de los siete ressorts, o en neerlandés ressort, en los que se divide el distrito de Wanica en Surinam, es el ressort más pequeño del distrito y se ubica en el centro norte del distrito.
Limita al norte con el ressort de Kwatta, al este con el distrito de Paramaribo, al sur con el ressort de Koewarasan y al oeste con el distrito de Saramacca.
En 2004, Saramacca Polder, según cifras de la Oficina Central de Asuntos Civiles tenía 7789 habitantes.